# کپلر-۶
کپلر-۶ یک ستاره است که در صورت فلکی ماکیان قرار دارد.